# Pantolamprus perpulcher
Pantolamprus perpulcher – gatunek afrykańskiego chrząszcza z rodziny sprężykowatych.
Owad mierzy około 16,5 mm długości.
Ubarwiony jest na czarno, posaia też akcenty koloru żółtego, jak odnóża, przedplecze, hypomera, a także wąski pasek na przedpiersiu. Z kolei pokrywy skrzydeł i głowa cechują się metalicznym niebieskim pobłyskiem. Owłosienie umiarkowanej długości jest gęste, na brzusznej stronie ciała przybiera barwę białawą, czarną natomiast na grzbietowej.
Łódkowate czoło o długości mniejszej od szerokości, wypukłe, ma przedni brzeg silnie zaokrąglony. Cechuje się również umiarkowanie szorstką i gęstą punktuacją. Występują czułki ząbkowane, które składają się z 11 segmentów. Ich podstawa jest węższa od oka. Drugi segment ma kształt kulisty, trzeci jest trójkątny odługości równej szerokości, niezncznie krótszy od następnego. Ostatni z segmentów wykazuje zwężenie apikalne. Górna warga jest półokrągła i pokryta długimi szczecinkami. Żuwaczki są solidnie zbudowane, krótkie szczecinki tworzą penicillius.
Długość przedtułowia nie różni się od jego szerokości. Skrzydła o wypukłych pokrywach zwężają się stopniowo w dystalnych połowach. Samiec ma wydłużony aedagus o części podstawnej nie dorównującej długością paramerom.
Golenie noszą długie ostrogi. Tylny brzeg wydłużonej tarczki (scutellum) jest zaokrąglony, jej brzegi boczne są karbowane.
Chrząszcz występuje w Ghanie.